# Lingo (instrument)
Pour l’article homonyme, voir Lingo.
Le lingo en fon-gbe, assannya ou télévi en mina, est la variante béninoise du kashaka. C'est un instrument à percussion fabriqué avec une corde fine, deux fruits secs (lingo) dont un est légèrement plus gros que l'autre, et des graines rouges et noires (awii-nukun en fon-gbe).
Lingo est un instrument qui contribue au développement des muscles du bras, de l'habileté et de la coordination sensori-motrice.

## Fabrication
Le fruit utilisé pour la fabrication de l'instrument est Oncoba spinosa. Les fruits sont ramassés une fois secs et tombés. Les deux bouts de chacun des deux fruits sont troués à l'aide d'une pointe afin d'y introduire la corde fine. Ils sont vidés et remplis à moitié avec des graines rouges-noires. La corde est ensuite passée par les trous des deux fruits et un nœud à chaque extrémité permet de la retenir. L'ensemble de l'instrument ainsi fabriqué doit  avoir une longueur correspondant au pourtour de la main de l'instrumentiste.

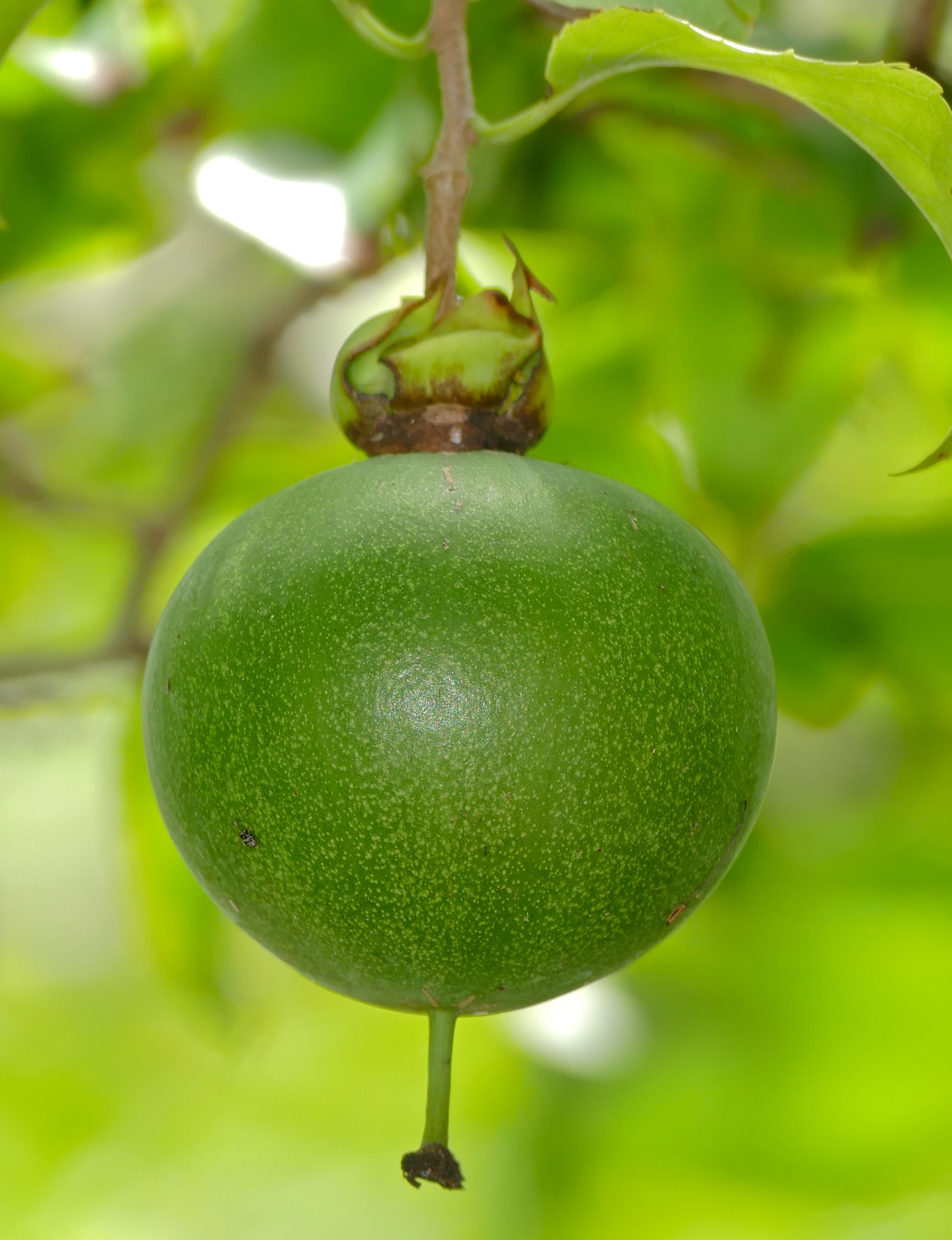
Fruit d'Oncoba spinosa.
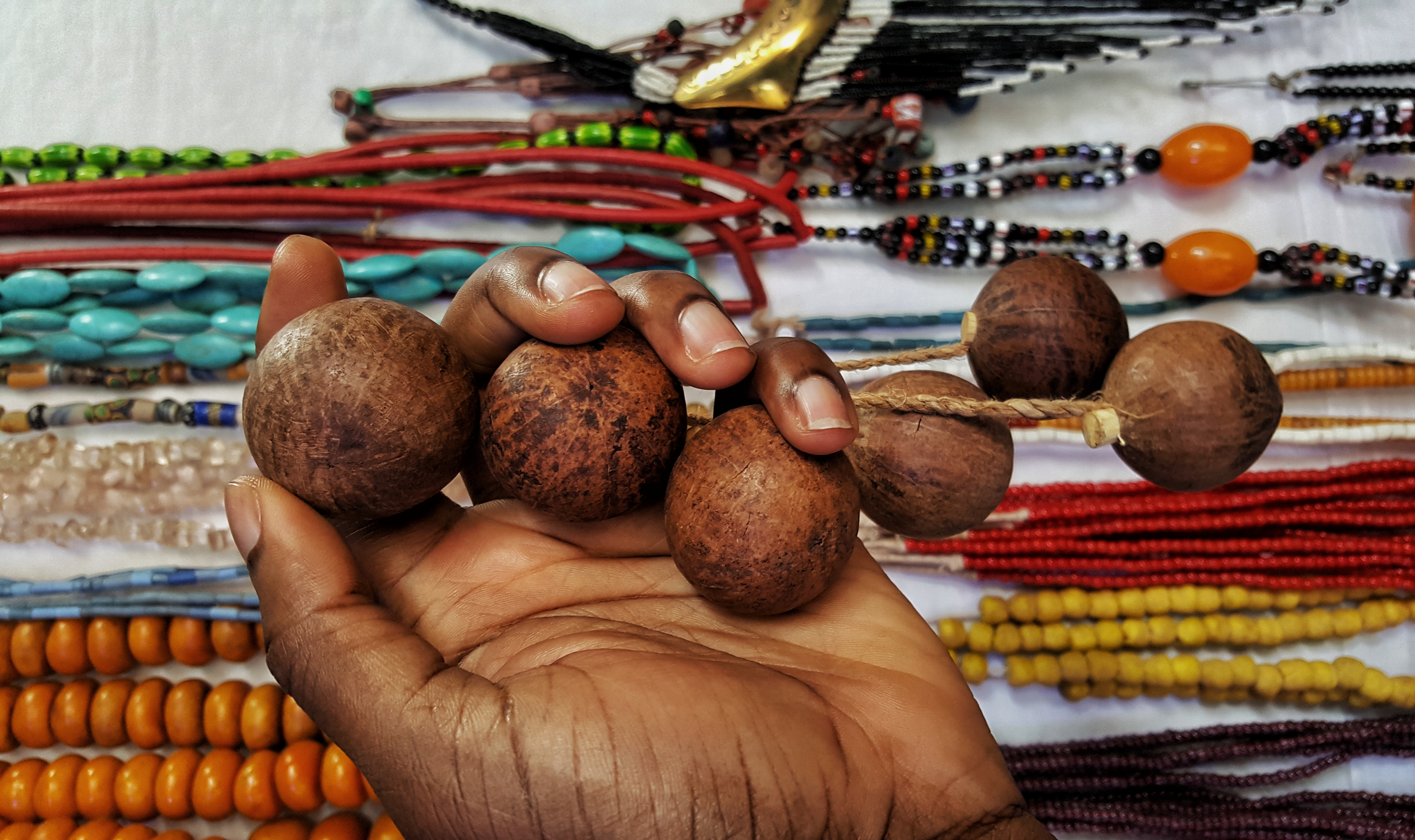
Lingo dans une main.

## Manipulation
Pour jouer du lingo, l'instrumentiste prend dans la main, le plus petit fruit, en faisant passer la corde entre le pouce et l'index. L'opération consiste ensuite à faire sonner les deux fruits en les faisant frapper l'un contre l'autre dans le sens du revers de la main, d'un coup sec, en lâchant promptement celui qui est libre. La musique produite par le choc des fruits et le son des graines dans les fruits peut être accompagnée d'un chant quelconque, tout en suivant le rythme.